# Península Bolívar
Península Bolívar o Bolivar Peninsula es un lugar designado por el censo ubicado en el condado de Galveston en el estado estadounidense de Texas. En el Censo de 2010 tenía una población de 2.417 habitantes y una densidad poblacional de 19,38 personas por km².

## Geografía

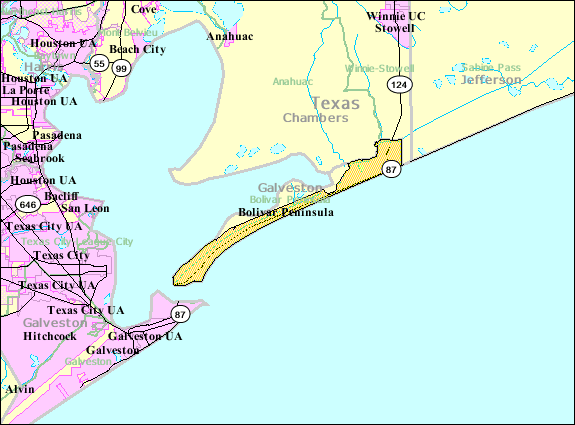
Península de Bolívar.

La península y el condado de Galveston.

La Península Bolívar se encuentra ubicada en las coordenadas 29°29′22″N 94°34′9″O / 29.48944, -94.56917. Según la Oficina del Censo de los Estados Unidos, la Península Bolívar tiene una superficie total de 124.71 km², de la cual 110.11 km² corresponden a tierra firme y (11.71%) 14.6 km² es agua.
La península Bolívar es una estrecha franja de tierra en el Condado de Galveston (Texas), que separa la parte este de la bahía de Galveston del golfo de México. El ancho de la península varía desde un kilómetro y medio hasta unos 400 metros cerca de la comunidad no incorporada de Gilchrist, donde el Paso de Rollover divide la península.
El Departamento de Transporte de Texas provee transporte por ferry desde Port Bolivar en el extremo oeste de la península Bolívar, hacia Galveston.

## Demografía
Según el censo de 2010, había 2.417 personas residiendo en Bolívar Peninsula. La densidad de población era de 19,38 hab./km². De los 2.417 habitantes, Bolivar Peninsula estaba compuesto por el 87.84% blancos, el 0.74% eran afroamericanos, el 1.65% eran amerindios, el 0.79% eran asiáticos, el 0% eran isleños del Pacífico, el 7.12% eran de otras razas y el 1.86% pertenecían a dos o más razas. Del total de la población el 14.6% eran hispanos o latinos de cualquier raza.

## Educación

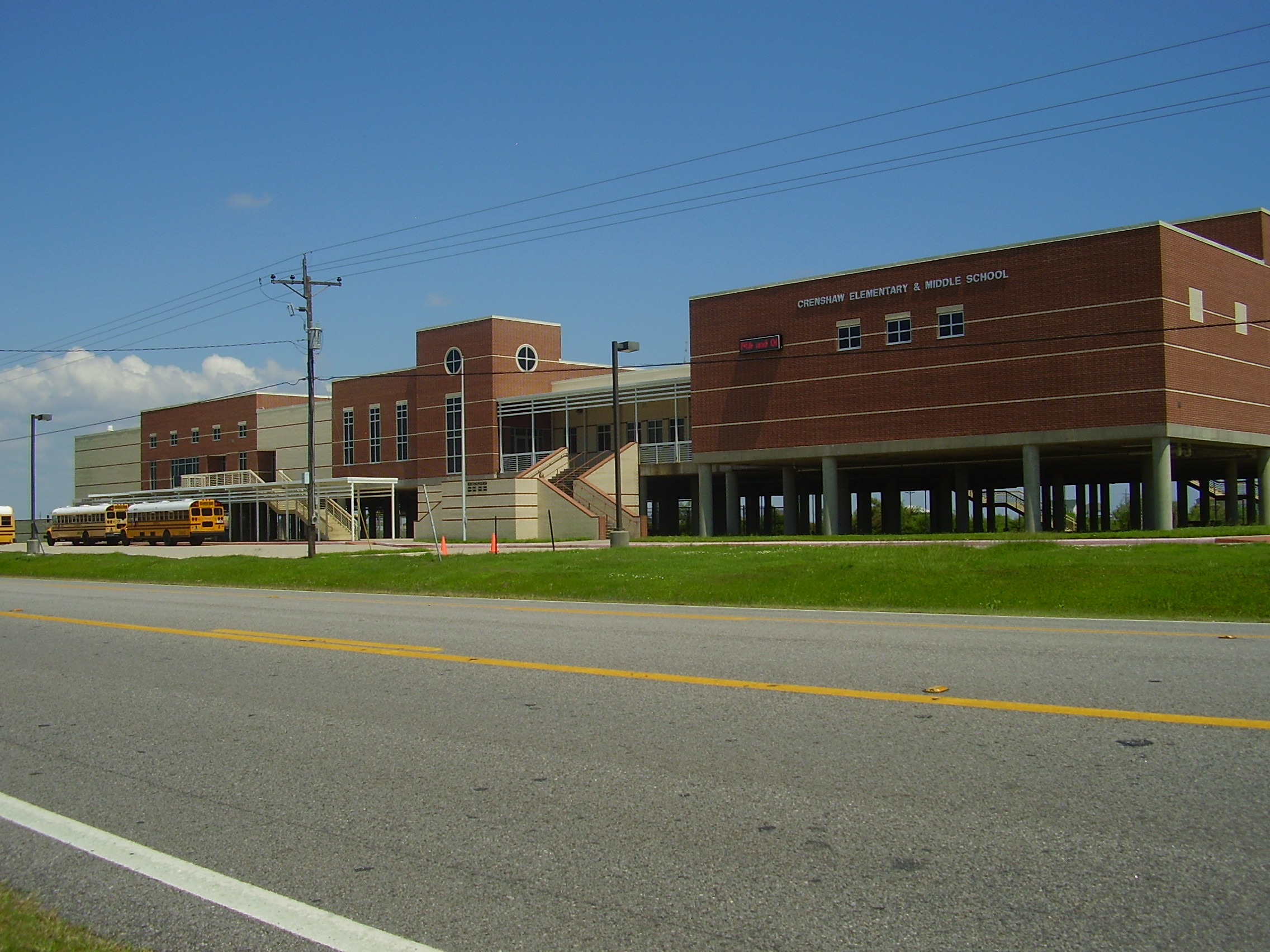
Escuela Primaria y Media Crenshaw en Crystal Beach, en la Península Bolívar

La parte oeste de la península, incluyendo a las comunidades no incorpordas de Port Bolivar y Crystal Beach, están dentro del Distrito Escolar Independiente de Galveston. Esa porción es atendida por la escuela K-8 Escuela Primaria y Media Crenshaw (Crenshaw Elementary and Middle School), localizada en Crystal Beach, y la Escuela Preparatoria Ball (9-12), localizada en Galveston.
La parte este de la península, inculyendo las comunidades no incorporadas de High Island y Gilchrist son atendidas por el Distrito Escolar Independiente de High Island.